# Orchestra de muzică populară Radio. Instrumentiști Virtuozi
Orchestra de muzică populară Radio. Instrumentiști virtuozi este o compilație apărută în 2006, ce cuprinde piese folclorice instrumentale din România în interpretarea unor soliști instrumentiști. Selecția materialului și redactarea au fost realizate de către Mădălin Voicu.

## Lista pistelor
1. Nicolae Florian (acordeon) – Joc moldovenesc (Țărănească) (2:23)
2. Constantin Mirea (vioară) – Sârba din Vlașca (1:54)
3. Grigore Kiazim – Hora bătută (1:54)
4. Nicolae Mateescu – Hai mândruță-n șezătoare  (2:46)
5. Marcel Budală (acordeon) – Geamparale din Regiunea București (2:19)
6. Constantin Gherghina (trompetă) – Rustemul mehedințean (1:36)
7. Marin Cotoanță (cobză) – Horă de la Clejani (2:23)
8. Nicolae Fălcuie – Sârba lui Mischie (2:00)
9. Ștefan Marinache (vioară) – Cântec de dragoste (3:57)
10. Grigore Kiazim – Bătuta de la Dunăre (1:55)
11. Marcel Budală (acordeon) – Horă lentă după nuntă (2:40)
12. Constantin Gherghina (trompetă) – Doina Severinului (1:57)
13. Orchestra de muzică populară Radio – Brâu muntenesc (1:50)
14. Iosif Cocoș (țambal) – Doina Pasărea și pitulicea și Un brâu de la Oravița (4:27)
15. Marin Cotoanță (cobză) – Sârba de la Meri (4:20)
16. Grigore Kiazim – Hora de la Cirsolari (1:30)
17. Constantin Gherghina (trompetă) – Joc în doi din Caransebeș (1:35)
18. Marian Lăutaru – Pădure, pădure (2:51)
19. Nicolae Fălcuie – Doina Oltenească (3:24)
20. Marin Cotoanță (cobză) – Sârba ca la Odobeasca (1:26)
21. Marcel Budală (acordeon) - Breaza (1:44)
22. Constantin Gherghina (trompetă) și Dinu Filip - Doină (3:19)
23. Orchestra de muzică populară Radio - Sârba lui Dore (2:43)
24. Marin Cotoanță (cobză) - Capra (1:30)
25. Nelu Orian (acordeon) - Sârba minerilor (2:34)
26. Constantin Gherghina (trompetă) - Doină și brâu din Banat (3:34)
27. Ștefan Marinache (vioară) - Geampara (1:23)
28. Daniela Marinache (țambal) - Sârbă din concert (2:14)
29. Nelu Orian (acordeon) - Doină (3:11)
30. Marcel Budală (acordeon) - Niculai, Niculăiță (2:46)
31. Constantin Mirea (vioară) - Sârba (2:22)